# Actinella armitageana
Actinella armitageana é uma espécie de gastrópode da família Hygromiidae.
É endémica da Madeira.
Os seus habitats naturais são: campos de gramíneas de clima temperado.